# علم الرجال

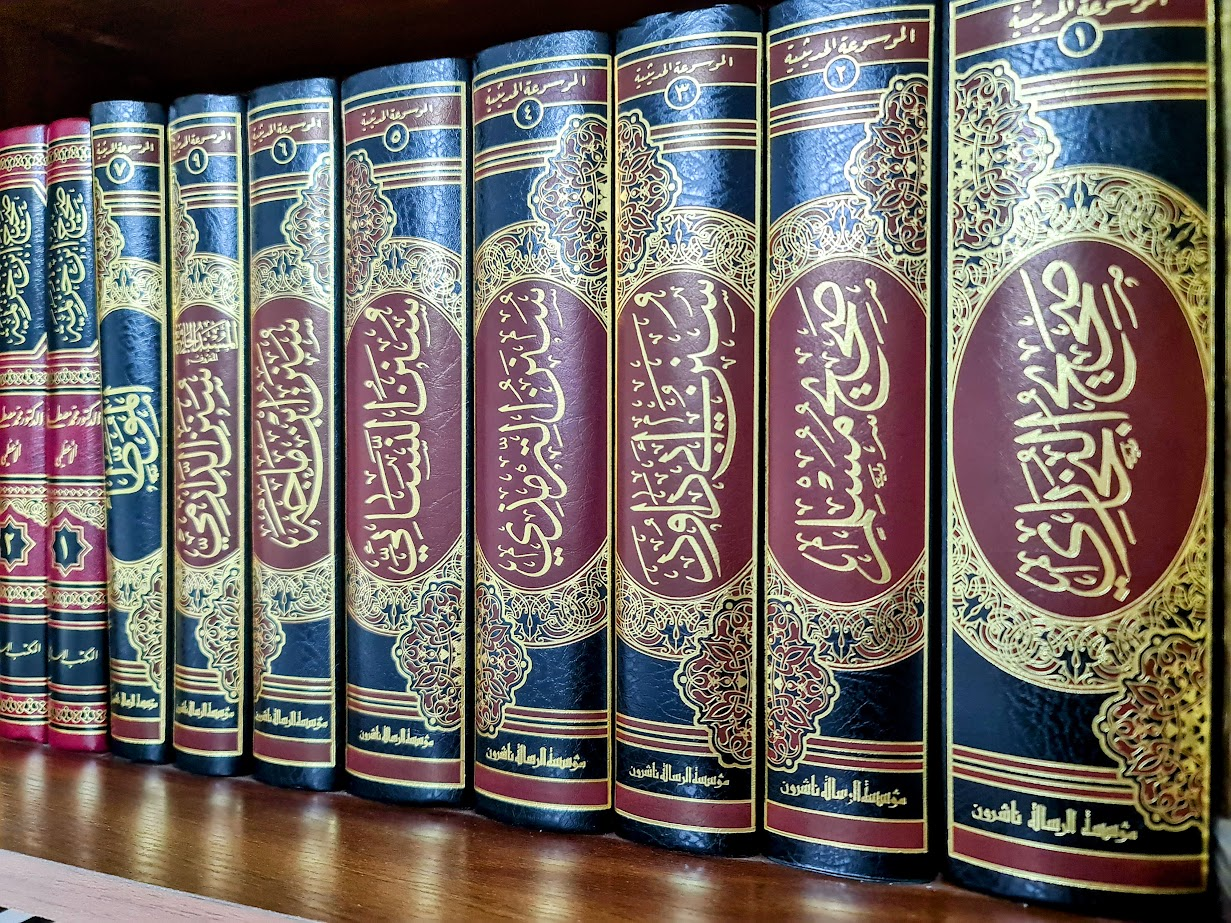
كتب الصحاح الستة وثلاثة كتب احاديث اخرى.

علم الرجال هو علم يبحث فيه عن جرح الرواة وتعديلهم بألفاظ مخصوصة وعن مراتب تلك الألفاظ.
أو علم رجال الحديث ويسمى أيضا علم الجرح والتعديل أو علم الجرح والعدالة هو أحد فروع علم الحديث، يبحث فیه عن أحوال رواة الحديث من حيث اتصافهم بشرائط قبول رواياتهم أو عدمه. وقيل في تعريفه أيضا: هو علم وضع لتشخيص رواة الحديث، ذاتا ووصفا، ومدحا وقدحا.
وقيل أيضا: هو علم يدرس سير رواة الأحاديث النبوية ليتم الحكم على سندها إذا كانت صحيحة أو حسنة أو ضعيفة أو موضوعة.

## مقدمة
استنبط رجال الدين الإسلامي علم الرجال من بعض آيات القرآن، وبعض أقوال محمد صلى الله عليه وسلم رسول البشرية، ثم أصحابه؛ والتي تمدح الصالحين وتحذر من المنافقين والفاسقين، فاستندوا إلى كتب الفضائل في تحديد الصحابة والمنافقين حسب تفسير بعض الآيات والأحاديث النبوية. وأشهر ما جاء في هذا قول القرآن: «إن جاءكم فاسق بنبأ فتبينوا» الحجرات 6 ويروي بعض المفسرين أنها نزلت في رجل بعينه، وهي مع ذلك قاعدة عامة. وثبتت عن محمد صلى الله عليه وسلم أحاديث كثيرة في الثناء على أصحابه جملة، وعلى أفراد منهم معينين، معروفة في كتب الفضائل، وأخبار أخر في ذم بعض الفرق إجمالا، وفي تعيين المنافقين وذم أفراد معينين، كعيينة بن حصن، والحكم بن أبي العاص. وثبتت آثار كثيرة عن الصحابة في الثناء على بعض التابعين، وآثار في جرح أفراد منهم.
كما يقسم المصطلح إلى قسمين: الجرح والتعديل.

### الجرح
الجرح في اللغة: التأثير في الجسم بالسلاح ونحوه، يقال: جرحه جرحا إذا أثر فيه، ويكون الجرح معنويا فيقال: جرحه بلسانه أي: شتمه، وسبه، وقال
ويقال: جرح الحاكم الشاهد لإذا عثر منه على ما يسقط به عدالته، من كذب وغيره.
وفي اصطلاح المحدثين: الطعن في رواة الحديث بما يسلب عدالتهم، أو ضبطهم. وقيل: هو وصف متى التحق بالراوي، والشاهد سقط الاعتبار بقوله، وبطل العمل به.

### التعديل
التعديل وهو في الاصطلاح: وصف الراوي بالعدالة أي ما يقتضي قبول روايته.
التعديل: مصدر عدل، فهو: عدل، قال في لسان العرب: العدالة ما قام في النفوس أنه مستقيم وهو ضد الجور، والعدل من الناس المرضي.
و العدالة في اصطلاح المحدثين: وصف متى التحق بالراوي والشاهد اعتبر قولهما وأخذ به.
و هي عبارة عن خمسة أمور، واعتبرها البعض شروطا، متى تحققت في الرجل كان عدلا، أو يقال لابد من تحققها في العدل، وهي:
- الإسلام
- البلوغ
- العقل
- التقوى، وهي اجتناب الكبائر، وترك الإصرار على الصغائر.
- الاتصاف بالمروءة

قال الحاكم: أصل عدالة المحدث أن يكون مسلما لا يدعو إلى بدعة ولا يعلن من أنواع المعاصي ما تسقط عدالته، فإن كان مع ذلك حافظا لحديثه فهي أرفع درجات المحدثين.
وقال الغزالي: العدالة في الرواية والشهادة عبارة عن استقامة السيرة في الدين، ويرجع حاصلها إلى هيئة راسخة في النفس على ملازمة التقوى والمروءة جميعا، حتى تحصل ثقة النفوس بصدقه.

## أهمية علم الجرح والتعديل
علم الجرح والتعديل هو أحد أنواع العلوم المتعلقة بالرواة: وهذا العلم يعد بأهمية بمكان؛ ذلك أن الغرض من معرفته حفظ سنة رسول الله - صلى الله عليه وسلم - .
فمن أهميته إجماع أهل العلم على أنه لا يقبل إلا خبر العدل، كما أنه لا تقبل إلا شهادة العدل؛ لذلك كان السؤال عن المخبر من أهل العلم والمعرفة واجبا محتما.
و إذا كان معرفة أحوال الرواة من أوجب الواجبات لحفظ سنة النبي صلى الله عليه وسلم، فإن بيان حال من عرف بالضعف والكذب، وكذا من عرف بالضبط والعدالة من ذلك الواجب أيضا؛ ليعرف الناس حقيقة أمر نقل حديث النبي صلى الله عليه وسلم إلى الأمة.
و هذا الاهتمام بالرواة، وهو ما يعرف بالاهتمام بالإسناد، وهو ما يتردد على ألسنة كثير من المحدثين بقولهم: الإسناد، وفضائل الإسناد، والإسناد من خصائص الأمة المحمدية، ونحو ذلك.

## العلماء الذين لهم الحق في التجريح
فإذا كان القصد هو تعديل الرواة وتجريحهم، فالعلماء الذين لهم الحق في التجريح والتعديل لا بد أن يتوفر فيهم ما يلي:
- الورع التام.
- البراءة من الهوى والميل.
- الخبرة الكاملة بالحديث، وعلـلـه، ورجاله.
- التثبت من مستند التجريح فيمن جرحه الواحد والاثنان، وعدله الجمهور، وكذا التثبت من مستند التعديل فيمن عدله الواحد والاثنان، وجرحه الجمهور.

فإذا وجد العالم الذي تنطبق عليه هذه الشروط حق له التجريح والتعديل.

## شروط قبول الرواية
الشروط اللازمة لتحقيق العدالة المعتبرة في الرواية خمسة:
1. الإسلام: فلا تقبل الرواية من الكافر؛ لأنه أشد سوءاً من الفاسق ولأنه قد يروي الكذب على الله ورسوله ﷺ قد يرى ذلك قربة في دينه، بخلاف ما جاء في الإسلام ولأنه غير مأمون على الدين، لأنه غير معتقد له وغير مصدق به. أما إذا ظهر تجرده من التعصب والتحامل، وصدقه في ما ينقله من الخبر، فإن تجربة ذلك منه وثبوت ذلك عليه قد يؤدي إلى اعتبار روايته وإلى قبولها بشروط القبول.
2. العقل: فلا تصح رواية المجنون والمغلوب على عقله، لأنه غير مكلف، وغير مسؤول عما يصدر منه، فإن كان يفيق في بعض الأحيان ويعود إليه عقله كان في هذه الأحيان حكمه حكم العاقل، وليس حكم المغلوب على عقله، والعقل -كما هو معلوم- أساس التكليف.
3. البلوغ: وفي الصبي المميز خلاف: بعضهم قال: « تقبل روايته ». والجمهور على عدم القبول؛ لأنه ما دام غير مكلف في حق نفسه فلا يمكن أن يعتمد مكلف عليه في أمره. وبعضهم قال: إذا كان ما يخبر به طريق المشاهدة، وليس النقل أو الرأي، فإن خبره يقبل؛ لأن ما يشاهده الإنسان يضبطه غالبا أكثر مما يسمعه أو يقرؤه، وبعضهم اشترط قرينة تقوي نقله؛ لأنه بانفراده لا يصلح أن يكون مجالا للنقل المعتبر. والتحقيق أن كل تكلف أو تحمل لا يقبل إلا ممن هو أهل له؛ ليكون مسؤولا عما ينقله.
4. السلامة من الفسق: وهو ارتكاب الكبيرة، أو الإصرار على الصغيرة والاستهانة بها. ولذلك تفصيل قد يأتي في محله
5. السلامة من خوارم المروءة: أي الأمور التي تؤثر في شخصية المسلم في مجال كمال إسلامه، الذي يمكن أن يطمئن بسببه إلى ما ينقله أو ما يتحمله بالنسبة إلى غيره.

## علماء الرجال
هناك علماء كثيرون ألفوا رسائل وكتبا مستقلة مفصلة أو مختصرة في علم الرجال، كالذهبي صاحب ميزان الاعتدال وابن عبد البر صاحب الاستيعاب وابن حجر العسقلاني صاحب الإصابة في معرفة الصحابة .

### كتب في علم الرجال
ومن أبرز الكتب التي عنيت بالرجال كتاب:
- الثقات لابن حبان
- المجروحين لابن حبان
- علم الجرح والتعديل لابن أبي حاتم
- الكمال في أسماء الرجال للمقدسي
- تهذيب الكمال في أسماء الرجال للمزي
- تهذيب التهذيب لابن حجر
- تقريب التهذيب لابن حجر
- تعجيل المنفعة لابن حجر
- لسان الميزان لابن حجر
- ميزان الاعتدال في نقد الرجال للذهبي
- سير أعلام النبلاء
- التاريخ الكبير والصغير والأوسط للبخاري [8]